# AC Nagano Parceiro Ladies
El AC Nagano Parceiro Ladies (AC長野パルセイロレディース?), es un equipo de fútbol femenino de la ciudad de Nagano, Japón. Es la rama femenina del AC Nagano Parceiro. Fundado en 2000, juega en la máxima categoría del fútbol japonés, la Women Empowerment League.

## Palmarés
| Competición nacional       | Títulos    | Subcampeonatos |
| -------------------------- | ---------- | -------------- |
| Nadeshiko División 2 (1/1) | 2015       | 2006           |
| Liga Regional Tokai (2/0)  | 2001, 2002 |                |

## Nombres
- Ohara Gakuen JaSRA Ladies SC: (2000–2009)
- AC Nagano Parceiro Ladies: (2010–presente)